# Campeonato de Futebol Sub-16 da OFC
O Campeonato de Futebol Sub-16 da OFC, anteriormente Campeonato de Futebol Sub-17 da OFC, é um campeonato de futebol organizado pela Confederação de Futebol da Oceania (OFC), realizado desde 1983 para jogadores com até 16 anos de idade. O torneio é disputado, geralmente, a cada dois anos e define os representantes do continente para o Campeonato Mundial Sub-17 da FIFA.

## Equipes elegíveis
Todos os países membros da Confederação de Futebol da Oceania estão autorizados a inscrever uma equipe na competição. As equipes que participaram do torneio até o momento foram:
- Samoa Americana
- Austrália (membro da AFC desde 2007)
- Ilhas Cook
- Fiji
- Nova Caledônia
- Nova Zelândia
- Papua-Nova Guiné
- Samoa
- Ilhas Salomão
- Taiti
- Tonga
- Vanuatu

## Resultados
| 1983          | Auckland, Nova Zelândia                                | Austrália     |                          | Nova Zelândia  | Taipé Chinês   |     | Nova Caledônia   |
| 1986          | Kaohsiung, Taiwan                                      | Austrália     |                          | Nova Zelândia  | Taipé Chinês   |     | Papua-Nova Guiné |
| 1989          | Australia                                              | Austrália     |                          | Nova Zelândia  | Taipé Chinês   |     | Fiji             |
| 1991          | Napier, Nova Zelândia                                  | Austrália     |                          | Nova Zelândia  | Fiji           |     |                  |
| 1993          | Nova Zelândia                                          | Austrália     | 3–0                      | Ilhas Salomão  |                |     |                  |
| 1995          | Vanuatu                                                | Austrália     | 1–0                      | Nova Zelândia  | Vanuatu        | 3–0 | Ilhas Salomão    |
| 1997          | Nova Zelândia                                          | Nova Zelândia | 1–0                      | Austrália      | Ilhas Salomão  | 3–0 | Fiji             |
| 1999          | Fiji                                                   | Austrália     | 5–0                      | Fiji           | Ilhas Salomão  |     | Nova Caledônia   |
| 2001          | Apia, Samoa & Port Vila, Vanuatu                       | Austrália     | 3–0 6–0 (9–0) Dois jogos | Nova Zelândia  |                |     |                  |
| 2003          | Pago Pago, Samoa Americana & Sunshine Coast, Austrália | Austrália     | 3–1 4–0 (7–1) Dois jogos | Nova Caledônia |                |     |                  |
| 2005          | Nova Caledónia                                         | Austrália     | 1–0                      | Vanuatu        | Ilhas Salomão  | 3–1 | Nova Caledônia   |
| 2007 Detalhes | Taiti                                                  | Nova Zelândia |                          | Taiti          | Fiji           |     | Nova Caledônia   |
| 2009 Detalhes | Nova Zelândia                                          | Nova Zelândia |                          | Taiti          | Nova Caledônia |     | Vanuatu          |
| 2011 Detalhes | Nova Zelândia                                          | Nova Zelândia | 2–0                      | Taiti          | Ilhas Salomão  | 2–0 | Vanuatu          |
| 2013 Detalhes | Vanuatu                                                | Nova Zelândia |                          | Nova Caledônia | Vanuatu        |     | Fiji             |
| 2015 Detalhes | Apia, Samoa & Pago Pago, Samoa Americana               | Nova Zelândia | 1–1 (5-4) pen.           | Taiti          | Vanuatu        | 6-0 | Nova Caledônia   |
| 2017 Detalhes | Papeete, Polinésia Francesa                            | Nova Zelândia | 7-0                      | Nova Caledônia |                |     |                  |
| 2018 Detalhes | Honiara, Ilhas Salomão                                 | Nova Zelândia | 0-0 (5-4) pen.           | Ilhas Salomão  | Taiti          | 2-1 | Fiji             |
| 2023 Detalhes | Suva Fiji                                              | Nova Zelândia | 1-0                      | Nova Caledônia | Taiti          | 3-0 | Fiji             |

## Desempenho no Mundial
Legenda
- 1º – Campeão
- 2º – Vice
- 3º – 3º Lugar
- 4º – 4º Lugar
- SF – Semi finais
- QF – Quartas de final
- F2 – Fase 2
- F1 – Fase 1

| Seleção        | 1985 | 1987 | 1989 | 1991 | 1993 | 1995 | 1997 | 1999 | 2001 | 2003 | 2005 | 2007          | 2009          | 2011          | 2013          | 2015          | 2017          | 2019          | 2023          | Total |
| -------------- | ---- | ---- | ---- | ---- | ---- | ---- | ---- | ---- | ---- | ---- | ---- | ------------- | ------------- | ------------- | ------------- | ------------- | ------------- | ------------- | ------------- | ----- |
| Austrália      | QF   | QF   | F1   | QF   | QF   | QF   |      | 2º   | QF   | F1   | F1   | Membro da AFC | Membro da AFC | Membro da AFC | Membro da AFC | Membro da AFC | Membro da AFC | Membro da AFC | Membro da AFC | 10    |
| Nova Caledônia |      |      |      |      |      |      |      |      |      |      |      |               |               |               |               |               | F1            |               | F1            | 2     |
| Nova Zelândia  |      |      |      |      |      |      | F1   | F1   |      |      |      | F1            | F2            | F2            | F1            | F2            | F1            | F1            | F1            | 10    |
| Ilhas Salomão  |      |      |      |      |      |      |      |      |      |      |      |               |               |               |               |               |               | F1            |               | 1     |